# ۸۱۲۸ نیکوماخوس
سیارک ۸۱۲۸ (به انگلیسی: 8128 Nicomachus، نامگذاری:1967JP) هشت هزار و صد و بیست و هشتمین سیارک کشف شده‌است که در ۶ مه ۱۹۶۷ کشف شد.
قدر مطلق سیارک برابر ۱۲٫۳۰ است.